# Katamenes jenjouristei
Katamenes jenjouristei är en stekelart som först beskrevs av Kostylev 1939.  Katamenes jenjouristei ingår i släktet Katamenes och familjen Eumenidae.

## Underarter
Arten delas in i följande underarter:
- K. j. tibesticus
- K. j. rubroniger